# 罗辽复
罗辽复（1935年9月—），男，安徽歙县人，生于上海，中华人民共和国理论生物物理学家，内蒙古大学教授，第七、八、九届全国政协委员。